# Quanjiao
Quanjiao (chiń. upr. 全椒县; pinyin Quánjiāo Xiàn) – powiat w południowej części prefektury miejskiej Chuzhou w prowincji Anhui w Chińskiej Republice Ludowej. Liczba mieszkańców powiatu, w 2010 roku, wynosiła 383 885.